# Elmer Mejía
Elmer Antonio Mejía (Comayagua, Comayagua, Honduras; 23 de junio de 1978) es un exfutbolista hondureño cuyo último equipo fue el Juventus Managua de la Primera División de Nicaragua.

## Trayectoria

### Club Deportivo Motagua
Elmer Mejía se formó en las reservas del Club Deportivo Motagua desde su juventud. En el año 2000, Elmer Mejía debutó profesionalmente con este club. Con el Club Deportivo Motagua llegó a ser figura, lo que lo llevó hasta a formar parte de la Selección de fútbol de Honduras. Con el Club Deportivo Motagua fue campeón en el Torneo Apertura 2001. Salió de este club en el año 2002 y dos años más tarde pasó a formar parte del Real Estelí Fútbol Club de Nicaragua.

### Real Estelí Fútbol Club

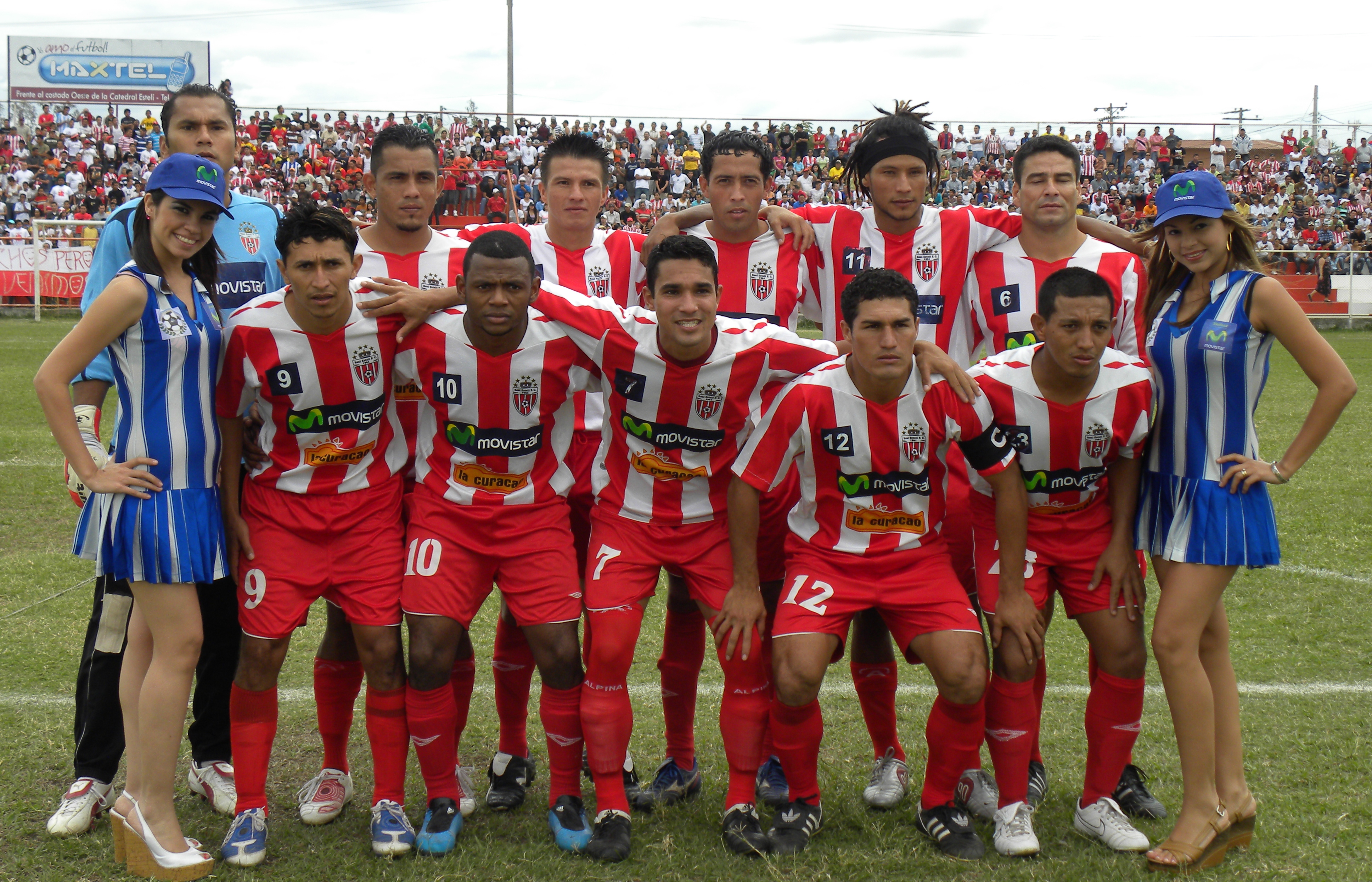
Elmer Mejía con el gafete de capitán en 2009.

En el año 2004 llegó al Real Estelí Fútbol Club de la Primera División de Nicaragua. En este club es considerado un ídolo ya que ha logrado anotar un total de más de 100 goles con la camisa rojiblanca. En la temporada 2007/2008 logró anotar un total de 33 goles y en el Torneo de 2012 consiguió anotar 14 goles. Con el Real Estelí Futbol Club ha logrado conseguir un total de 10 títulos, siendo el jugador que más títulos ha conseguido con este club. Actualmente juega en el Real Estelí Futbol Club.

## Selección nacional
Elmer Mejía fue internacional con la Selección de fútbol de Honduras en una ocasión. En julio de 2001 jugó un partido amistoso ante la Selección de fútbol de Ecuador previo a la Copa América 2001, siendo el único partido que ha disputado con la Selección de fútbol de Honduras.

### Partidos internacionales
| 1. | 7 de julio de 2001 | Miami, Estados Unidos | Ecuador | 1–1 |  | Amistoso |

## Clubes
| Club                    | País      | Año         |
| ----------------------- | --------- | ----------- |
| Club Deportivo Motagua  | Honduras  | 2000 - 2002 |
| Real Estelí Fútbol Club | Nicaragua | 2004 - 2018 |
| Juventus Managua        | Nicaragua | 2020 -      |

## Palmarés

### Campeonatos nacionales
| Título                              | Club                    | País      | Año           |
| ----------------------------------- | ----------------------- | --------- | ------------- |
| Liga Nacional de Fútbol de Honduras | Club Deportivo Motagua  | Honduras  | Apertura 2001 |
| Primera División de Nicaragua       | Real Estelí Fútbol Club | Nicaragua | Clausura 2004 |
| Primera División de Nicaragua       | Real Estelí Fútbol Club | Nicaragua | 2007          |
| Primera División de Nicaragua       | Real Estelí Fútbol Club | Nicaragua | 2008          |
| Primera División de Nicaragua       | Real Estelí Fútbol Club | Nicaragua | 2009          |
| Primera División de Nicaragua       | Real Estelí Fútbol Club | Nicaragua | Clausura 2010 |
| Primera División de Nicaragua       | Real Estelí Fútbol Club | Nicaragua | Clausura 2011 |
| Primera División de Nicaragua       | Real Estelí Fútbol Club | Nicaragua | Apertura 2011 |
| Primera División de Nicaragua       | Real Estelí Fútbol Club | Nicaragua | Clausura 2012 |
| Primera División de Nicaragua       | Real Estelí Fútbol Club | Nicaragua | Apertura 2012 |
| Primera División de Nicaragua       | Real Estelí Fútbol Club | Nicaragua | Clausura 2013 |